# Huka dig Rooster, nu laddar hon om
Huka dig Rooster, nu laddar hon om (engelska: Rooster Cogburn) är en amerikansk westernfilm från 1975 i regi av Stuart Millar.

## Handling
US Marshal Rooster Cogburn söker en stulen vagnslast med nitroglycerin och dynamit. I jakten på förövarna slår han följe med en religiös dam och en indianpojke.

## Rollista i urval
- John Wayne - Reuben J. "Rooster" Cogburn
- Katharine Hepburn - Eula Goodnight
- Anthony Zerbe - Breed
- Richard Jordan - Hawk
- John McIntire - domare Parker
- Paul Koslo - Luke
- Jack Colvin - Red
- Jon Lormer - pastor Goodnight
- Richard Romancito - Wolf
- Lane Smith - Leroy
- Strother Martin - Shanghai McCoy